# Myzocallis ephemerata
Myzocallis ephemerata är en insektsart som beskrevs av Richards 1965. Myzocallis ephemerata ingår i släktet Myzocallis och familjen långrörsbladlöss. Inga underarter finns listade i Catalogue of Life.